# Содегийе
Содегийе (перс. صادقیه), бывш. Ариашехр — один из центральных районов Тегерана, расположен во 2-м муниципальном округе. Один из самых густо заселённых районов города. В Содегийе расположено большое количество центральных финансовых структур Ирана, банки, крупные торговые центры. Большая часть расположена вдоль бульвара Фирдоуси.
На юге района располагается станция метро Содегийе, одна из самых загруженных станций Тегеранского метрополитена.